# Allium galanthum
Allium galanthum — вид рослин з родини амарилісових (Amaryllidaceae); поширений у центральній Азії.

## Опис
Цибулини скупчені, циліндричні, діаметром 1.5–3 см; оболонка коричнево-червона, блискуча. Листки 1/2–2/3 довжини стеблини, 3–10 мм завширшки, циліндричні. Стеблина (20)30–60 см, циліндрична, вкрита листовими піхвами лише в основі. Зонтик кулястий, густо багатоквітковий. Оцвітина біла; сегменти від довгастих до яйцювато-довгастих, 3.2–5 × 1.8–2.2 мм, зовнішні трохи коротші або рівні внутрішнім. 2n = 16. Період цвітіння й плодоношення: серпень — жовтень.

## Поширення
Поширення: Казахстан, Монголія, Китай — північний Сіньцзян, Росія — Алтай.
Населяє сухі кам'янисті та гравійні схили, скелі, долини.